# Visan
Visan är en kommun i departementet Vaucluse i regionen Provence-Alpes-Côte d'Azur i sydöstra Frankrike. Kommunen ligger i kantonen Valréas som tillhör arrondissementet Avignon. År 2022 hade Visan 1 875 invånare.

## Befolkningsutveckling
Antalet invånare i kommunen Visan
| Referens: INSEE |